# Aponcholaimus linhomoeoides
Aponcholaimus linhomoeoides is een rondwormensoort uit de familie van de Cyatholaimidae. De wetenschappelijke naam van de soort is voor het eerst geldig gepubliceerd in 1957 door Allgén.